# Lac Pantelimon
Pour les articles homonymes, voir Pantelimon  (homonymie).
Le lac Pantelimon est un lac anthropique de Bucarest dans le Secteur 2 aménagé à partir de la rivière Colentina.
Il est desservi par la station Pantelimon de la ligne M1 du métro de Bucarest.